# Marie Dompnier
Marie Dompnier est une actrice et autrice française née le 19 septembre 1980 à Toulouse, en Haute-Garonne.
Comédienne dans de nombreuses pièces de théâtre, membre de différentes compagnies, c'est en 2015 avec le rôle de Sandra Winckler dans la série Les Témoins qu'elle se fait connaître du grand public français et international.

## Biographie

### Enfance et formation
Marie Dompnier est originaire de Toulouse, sa mère vient d'Albi où vivent les grands-parents de la comédienne.
De 2000 à 2002, elle suit une formation professionnelle d'acteur dans les Ateliers du Sapajou à Paris. En 2003, elle fait un stage dirigé par G. Bigot au Centre dramatique national de Poitiers. De 2002 à 2004, elle étudie au Conservatoire d’Art Dramatique du 5e arrondissement de Paris. Elle rejoint en 2004 l’École régionale d’acteurs de Cannes dont elle sort diplômée en 2007. En dernière année, elle y a notamment joué Une Orestie d’Eschyle, dans une mise en scène de Jean-Pierre Vincent et Troïlus et Cressida de William Shakespeare sous la direction d’Anne Alvaro et David Lescot.

### Carrière
Elle joue dans de nombreuses pièces de théâtre et se fait remarquer, étant à l’aise autant dans les œuvres classiques que contemporaines. Elle a fait partie de la Compagnie Artéria en résidence au Théâtre du Soleil jusqu’en 2004. Puis elle intègre le collectif « La Vie Brève », avec qui elle joue Robert Plankett en 2011, dans une mise en scène de Jeanne Candel. En 2014, elle fait partie de Le Goût du faux et autres chansons, toujours dans une mise en scène de Jeanne Candel.
En 2012, elle apparait pour la première fois au cinéma dans Je fais feu de tout bois de Dante Desarthe. Elle joue ensuite des petits rôles dans des séries télévisées : Caïn en 2012 et Détectives en 2013.
En 2014, elle joue le rôle de Charlotte Poussin dans le film Les Gazelles de Mona Achache aux côtés d'une kyrielle d’actrices dont Camille Chamoux, également co-scénariste. Elle se lie d'amitié avec cette dernière et met en scène son spectacle, Née sous Giscard.
Elle est repérée lors d'un stage « face caméra » par le réalisateur Hervé Hadmar, qui lui offre le rôle principal de sa nouvelle série Les Témoins sur France 2 aux côtés de Thierry Lhermitte en 2015. La chaîne hésite à accepter une inconnue du grand public, mais les créateurs confirment leur choix. Grâce à ce rôle du lieutenant Sandra Winckler, elle obtient le FIPA d'or d'interprétation féminine au Festival international des programmes audiovisuels de Biarritz 2015. De plus, la chaine britannique Channel 4 achète la série.
Depuis, elle joue dans de nombreuses séries et au cinéma.
Elle écrit et réalise son premier film Le Tapis (court métrage) en 2019 puis intègre l'atelier scénario de la Fémis.
En 2023, elle cofonde avec Jan Peters la Cie Buissonnière qui portera les projets théâtraux du duo.

## Théâtre

### Comédienne
- 2000 : Violences de Didier-Georges Gabily, mise en scène de Vinko Viskic (Théâtre Bonnefoy, Toulouse)
- Jules César de William Shakespeare, mise en scène de Caroline Bertan Hours
- 2001-2002 : Thyeste 1947 de la Compagnie Artéria, mise en scène de Sébastien Davis (Théâtre du Soleil, puis Festival d'Avignon)
- 2003-2004 : Visites poétiques, mise en scène de Sébastien Davis (Le Printemps des Poètes, puis Musée d'Orsay)
- 2005 : Les Deux Sœurs, lectures mises en scène par Nicolas Bigard (Festival d’Avignon)
- 2006 : Couteaux de nuit, lectures de Nadia Xerri-L, mise en scène de Nicolas Bouchaud (Montévidéo, Marseille)
- 2006 : Satiricons, d’après Satyricon de Pétrone, mise en scène de Olivier Veillon (Friche Belle de Mai, Marseille)
- 2007 : Auteurs en scène, lectures mises en scène par Émilie Rousset et Bertrand Bossard (Lycée Saint-Joseph d'Avignon)
- 2007 : Troïlus et Cressida de William Shakespeare, mise en scène d’Anne Alvaro et David Lescot (CDN Montreuil)
- 2007 : Une Orestie d’Eschyle, mise en scène de Jean-Pierre Vincent (Théâtre de l'Aquarium, Paris)
- 2008 : La Cerisaie d'Anton Tchekhov, mise en scène Didier Carette et Olivier Jeannelle (Théâtre Sorano, Toulouse)
- 2008-2009 : La Seconde Surprise de l'amour de Marivaux, mise en scène d’Alexandra Tobelaim : La Marquise (Théâtre Durance, Château-Arnoux, puis Théâtre Gyptis, Marseille)
- 2009 : L'Européenne, écrit et mis en scène par David Lescot (Comédie de Reims, Théâtre de la Ville)
- 2010 : Erich von Stroheim de Christophe Pellet, mise en scène de Renaud Marie Leblanc (Théâtre du Merlan, Marseille)
- 2010 : Nous brûlons du collectif « La Vie Brève », mise en scène de Jeanne Candel (Festival de Villeréal)
- 2011 : Robert Plankett du collectif « La Vie Brève », mise en scène de Jeanne Candel (Théâtre de la Cité internationale, Paris, puis Théâtre Garonne, Toulouse)
- 2012 : Le Système de Ponzi, écrit et mis en scène par David Lescot (Théâtre de la Ville, Paris, puis Théâtre national de Strasbourg)
- 2013 : Some Kind of Monster, écrit et mis en scène par Jeanne Candel
- 2014-2015 : Le Goût du faux et autres chansons du collectif « La Vie Brève », mise en scène de Jeanne Candel (Théâtre de la Cité internationale, Paris)
- 2015 : Les Glaciers grondants de et mise en scène David Lescot, Comédie de Caen
- 2018 - 2020 : Un démocrate de et mise en scène Julie Timmerman, Festival Off d'Avignon, tournée
- 2020 : La famille s'agrandit de et mise en scène de Marie Desgranges et Marie Dompnier, Bobigny
- 2020 : L'Araignée de et mise en scène Charlotte Lagrange, MC 93

### Mise en scène
- 2012 : Née sous Giscard (one-woman show) de Camille Chamoux

### Auteur et metteur en scène
- 2020 : La famille s'agrandit de et mise en scène de Marie Desgranges et Marie Dompnier, Bobigny

## Filmographie

### Cinéma
- 2012 : Je fais feu de tout bois de Dante Desarthe : Coralie
- 2014 : Les Gazelles de Mona Achache : Charlotte Poussin
- 2014 : Diplomatie de Volker Schlöndorff : la dame maquillée
- 2021 : Boîte noire de Yann Gozlan : Pauline
- 2021 : Les Choses humaines de Yvan Attal : Directrice d'enquête
- 2022 : 16 Ans de Philippe Lioret : Carine Cavani
- 2023 : Black Lotus de Todor Chapkanov : Hélène

### Télévision
- 2012 : Caïn (épisode Otages) de Bertrand Arthuys : Sophie Blanchard
- 2013 : Détectives (épisode Doubles vies) de Lorenzo Gabriele : Magalie
- 2013 : Fais pas ci, fais pas ça (épisode Une petite zone de turbulences) de Laurent Dussaux : Maman voisine
- 2014 : Le Système de Ponzi (téléfilm) de Dante Desarthe : Lucy Meli
- 2014 : Petits secrets entre voisins (épisode Une mère absente) de Philippe Roussel : Gina
- 2015 - 2017 : Les Témoins (série) de Marc Herpoux et Hervé Hadmar : Lieutenante Sandra Winckler
- 2016 : Le Passe-muraille (téléfilm) de Dante Desarthe : Ariane
- 2016 : Tunnel (The Tunnel, saison 2, épisode 1) de Mike Barker : Madeleine Fournier
- 2019 : Soupçons (mini-série) de Lionel Bailliu et Yann Le Gall : Marion Maleval
- 2019 : Jeux d'influence (mini-série) de Jean-Xavier de Lestrade : Florence Delpierre
- 2019 : Alexandra Ehle (épisode La Morte vivante) de Nicolas Guicheteau : Nathalie Lautremer
- 2019 : La Dernière Vague (mini-série) de Rodolphe Tissot : Léna
- 2020 : Prière d'enquêter de Laurence Katrian : Juliette
- 2021 : L'École de la vie de Elsa Bennett et Hippolyte Dard : Karine Verney
- 2021 : Capitaine Marleau (épisode l'homme qui brule) : Lily Terrier
- 2022 : Clèves, téléfilm de Rodolphe Tissot
- 2023 : Cœurs noirs (série Prime Vidéo) de Ziad Doueiri : Commandante Adèle Brockner
- 2024 : Homejacking (mini-série de 6 épisodes sur OCS) de Hervé Hadmar : Isabelle Deloye[5]

### Réalisation
- 2019 : Le Tapis, court-métrage de Marie Dompnier

## Radio
- 2020 : L'otage, série en 6 épisodes écrite par Francois Luciani pour Affaires sensibles sur France Inter[6]

## Distinctions

### Récompenses
- Festival international des programmes audiovisuels de Biarritz 2015 : FIPA d'or d'interprétation féminine dans une série télévisée pour Les Témoins